# Eric Gull
Eric Gull (Quilmes, Argentina, 23 d'agost de 1973) és un exjugador argentí de handbol. Ocupava el lloc de lateral dret i actualment és assistent tècnic de l'AACF Quilmes de la ''Liga de Honor Caballeros'' de l'Argentina. És considerat el millor jugador argentí d'handbol de la història, després de Diego Simonet. Va obtenir el Premi Konex - Diploma al Mèrit el 2010.
La temporada 2007-08 va formar part de la plantilla de la secció d'handbol del Futbol Club Barcelona.

## Equips
- -1997: AACF Quilmes
- 1997-1998: Santo André
- 1998-1999: LUGI HF
- 1999-2000: São Caetano
- 2000-2001: Ademar León
- 2001-2003: SC Sélestat Handball
- 2003: Espérance Sportive de Tunis
- 2003-2004: Medwedi Tschechow
- 2004-2007: BM Valladolid
- 2007-2008: FC Barcelona
- 2008-2009: Al-Sadd Sports de Qatar
- 2009-2010: BM Ciudad Real
- 2010-2012: AACF Quilmes